# Lijst van voetbalinterlands Moldavië - Qatar
Deze lijst van voetbalinterlands is een overzicht van alle officiële voetbalwedstrijden tussen de nationale teams van Moldavië en Qatar. De landen speelden tot op heden een keer tegen elkaar. Dat was een vriendschappelijke wedstrijd op 17 januari 2017 in Doha.

## Wedstrijden
| № | Plaats | Datum           | Competitie        | Wedstrijd        | Uitslag |
| - | ------ | --------------- | ----------------- | ---------------- | ------- |
| 1 | Doha   | 17 januari 2017 | Vriendschappelijk | Qatar – Moldavië | 1 – 1   |

## Samenvatting
| Competitie        | Totaal gespeeld | Winst Moldavië | Gelijk | Winst Qatar | Doelsaldo Moldavië – Qatar |
| ----------------- | --------------- | -------------- | ------ | ----------- | -------------------------- |
| Vriendschappelijk | 1               | 0              | 1      | 0           | 1 − 1                      |
| Totaal            | 1               | 0              | 1      | 0           | 1 − 1                      |

FMF · A-internationals · Bondscoaches · Moldavisch vrouwenelftal · Moldavië U21 · Moldavië U20 · Moldavië U19 · Moldavië U18 · Moldavië U17 · Moldavië U16
1990 – 1999 ·
2000 – 2009 ·
2010 – 2019 ·
2020 − 2029
1991 · 1992 · 1993 · 1994 · 1995 · 1996 · 1997 · 1998 · 1999 · 2000 · 2001 · 2002 · 2003 · 2004 · 2005 · 2006 · 2007 · 2008 · 2009 · 2010 · 2011 · 2012 · 2013 · 2014 · 2015 · 2016 · 2017 · 2018 · 2019 · 2020 · 2021 · 2022 · 2023 · 2024
Albanië ·
Andorra ·
Armenië ·
Azerbeidzjan ·
Bosnië en Herzegovina ·
Bulgarije ·
Canada ·
Cyprus ·
Denemarken · 
Duitsland ·
El Salvador · 
Engeland ·
Estland ·
Faeröer ·
Finland ·
Frankrijk ·
Georgië ·
Gibraltar ·
Griekenland ·
Hongarije ·
Ierland ·
IJsland ·
Indonesië ·
Israël ·
Italië ·
Ivoorkust ·
Jordanië ·
Kaaimaneilanden ·
Kameroen ·
Kazachstan ·
Kirgizië ·
Kosovo ·
Kroatië ·
Letland ·
Liechtenstein ·
Litouwen ·
Luxemburg ·
Malta ·
Montenegro ·
Nederland ·
Noord-Ierland ·
Noord-Macedonië ·
Noorwegen ·
Oeganda ·
Oekraïne ·
Oostenrijk ·
Polen ·
Portugal ·
Qatar ·
Roemenië ·
Rusland ·
San Marino ·
Saoedi-Arabië ·
Schotland ·
Servië ·
Slovenië ·
Slowakije ·
Tsjechië ·
Turkije ·
Venezuela ·
Verenigde Arabische Emiraten ·
Verenigde Staten ·
Wales ·
Wit-Rusland ·
Zuid-Korea ·
Zweden ·
Zwitserland
QFA · A-internationals · Bondscoaches · Statistieken · Qatarees vrouwenelftal · Qatar U21 · Qatar U20 · Qatar U19 · Qatar U18 · Qatar U17
1970 – 1979 ·
1980 – 1989 ·
1990 – 1999 ·
2000 – 2009 ·
2010 – 2019 ·
2020 − 2029
OS 1984 · 
OS 1992
1970 · 
1971 · 
1972 · 
1973 · 
1974 · 
1975 · 
1976 · 
1977 · 
1978 · 
1979 · 
1980 · 
1981 · 
1982 · 
1983 · 
1984 · 
1985 · 
1986 · 
1987 · 
1988 · 
1989 · 
1990 · 
1991 · 
1992 · 
1993 · 
1994 · 
1995 · 
1996 · 
1997 · 
1998 · 
1999 · 
2000 · 
2001 · 
2002 · 
2003 · 
2004 · 
2005 · 
2006 · 
2007 · 
2008 · 
2009 · 
2010 · 
2011 · 
2012 · 
2013 · 
2014 ·
2015 ·
2016 ·
2017 ·
2018 ·
2019 ·
2020 ·
2021 ·
2022 ·
2023 ·
2024
Afghanistan ·
Albanië ·
Algerije ·
Andorra ·
Argentinië ·
Australië ·
Azerbeidzjan ·
Bahrein ·
Bangladesh ·
België ·
Bhutan ·
Bosnië en Herzegovina ·
Brazilië .
Bulgarije ·
Burkina Faso ·
Cambodja ·
Canada ·
Chili ·
China ·
Colombia ·
Congo-Kinshasa ·
Costa Rica ·
Curaçao ·
Ecuador ·
Egypte ·
El Salvador ·
Estland ·
Filipijnen ·
Finland ·
Georgië ·
Ghana ·
Grenada ·
Griekenland ·
Guatemala ·
Haïti ·
Honduras ·
Hongarije ·
Hongkong ·
Ierland ·
IJsland ·
India ·
Indonesië ·
Irak ·
Iran ·
Ivoorkust ·
Jamaica ·
Japan ·
Jemen ·
Jordanië ·
Kazachstan ·
Kenia ·
Kirgizië ·
Koeweit ·
Kroatië ·
Laos ·
Letland ·
Libanon ·
Libië ·
Liechtenstein ·
Luxemburg ·
Malediven ·
Maleisië ·
Mali ·
Malta ·
Marokko ·
Mauritius ·
Mexico ·
Moldavië ·
Myanmar ·
Nederland ·
Nieuw-Zeeland ·
Noord-Ierland ·
Noord-Korea ·
Noord-Macedonië ·
Noorwegen ·
Oezbekistan ·
Oman ·
Pakistan ·
Palestina ·
Panama ·
Paraguay ·
Peru ·
Portugal ·
Rusland ·
Saoedi-Arabië ·
Schotland ·
Senegal ·
Servië ·
Singapore ·
Slovenië ·
Soedan ·
Sri Lanka ·
Syrië ·
Tadzjikistan ·
Thailand ·
Tsjechië ·
Tunesië ·
Turkije · 
Turkmenistan ·
Verenigde Arabische Emiraten ·
Verenigde Staten ·
Vietnam ·
Wales ·
Zimbabwe ·
Zuid-Korea ·
Zweden ·
Zwitserland
Ecuador (2022) ·
Nederland (2022)